# Gambot
El gambot (Aristaeopsis edwardsiana) és una espècie de crustaci decàpode de la família Aristeidae molt semblant a la gamba vermella, de la qual es diferencia per les llargues antenes bifurcades.

## Descripció
El color és vermell brillant. Pot arribar fins als 30 cm de longitud. Igual que la gamba vermella, té els tres primers parells de potes amb pinces i els maxil·lípedes del parell extern molt llargs amb les dues ramificacions, l'anterior tàctil i l'exterior bifurcada i proveïda de pèls. Es diferencia de la gamba vermella per les llargues antenes bifurcades.
Tots dos sexes tenen els escuts dels segments abdominals quillats i acabats en una espina amb punta molt manifesta. Els mascles presenten tres espines al marge superior del rostre, que és llis en les femelles.

## Úsgastronòmic
És molt apreciat però no excessivament freqüent en els mercats catalans, ja que és una espècie accidental al Mediterrani i molts dels exemplars posats a la venda procedeixen de l'Atlàntic.

## Sinònims
- Plesiopenaeus edwardsianus (J. Y. Johnson, 1868)
- Penaeus edwardsianus J. Y. Johnson, 1868
- Aristeus edwardsianus (J. Y. Johnson, 1868)
- Aristeus carolinus (Bate, 1888)
- Aristeus splendens (Richard, 1900)